# 绿斑截腹蛛
绿斑截腹蛛（学名：Pistius gangulyi）为蟹蛛科截腹蛛属的动物。分布于印度、日本以及中国大陆的海南等地。该物种的模式产地在印度。